# Iljušin Il-78
Iljušin Il-78 (kód NATO "Midas") je čtyřmotorový ruský tankovací letoun založený na draku nákladního letounu Iljušin Il-76. Tanker Il-76 byl zamýšlen už dávno v roce 1968, ale počáteční verze byla schopna přepravit jen 10 tun paliva, což nestačilo a vývoj byl tedy odložen. Až když byla dostupná verze Il-76 s vyššími výkony byl projekt roku 1982 oživen jako Il-78.

## Historie
Modernizovaná verze Il-78M-90A (původně Il-478) je postavena na základě transportního letounu Il-76MD-90A (Il-476). Mimo jiné s ním sdílí pohonný systém a avioniku. Unese až 127 tun paliva. První vzlet prototypu modernizované verze Il-78M-90A proběhl 25. ledna 2018 v Uljanovsku. Předpokládá se, že ruské letectvo zakoupí 34 těchto strojů.

## Varianty

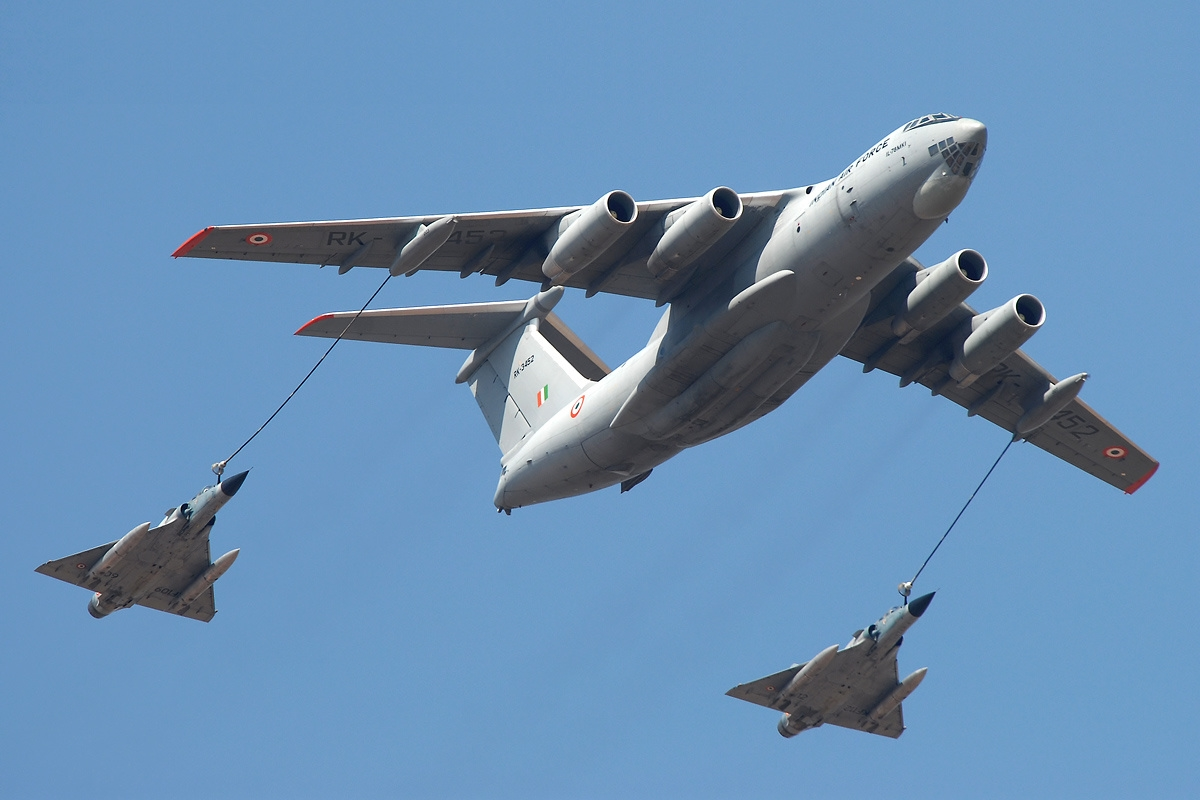
Indický Il-78MKI během doplňování paliva dvěma bojovým letounům Mirage 2000

Il-78
Il-78T
Il-78M
Il-78ME
Il-78MKI
Il-78MP
Il-78M-90A

## Specifikace (Il-78M)

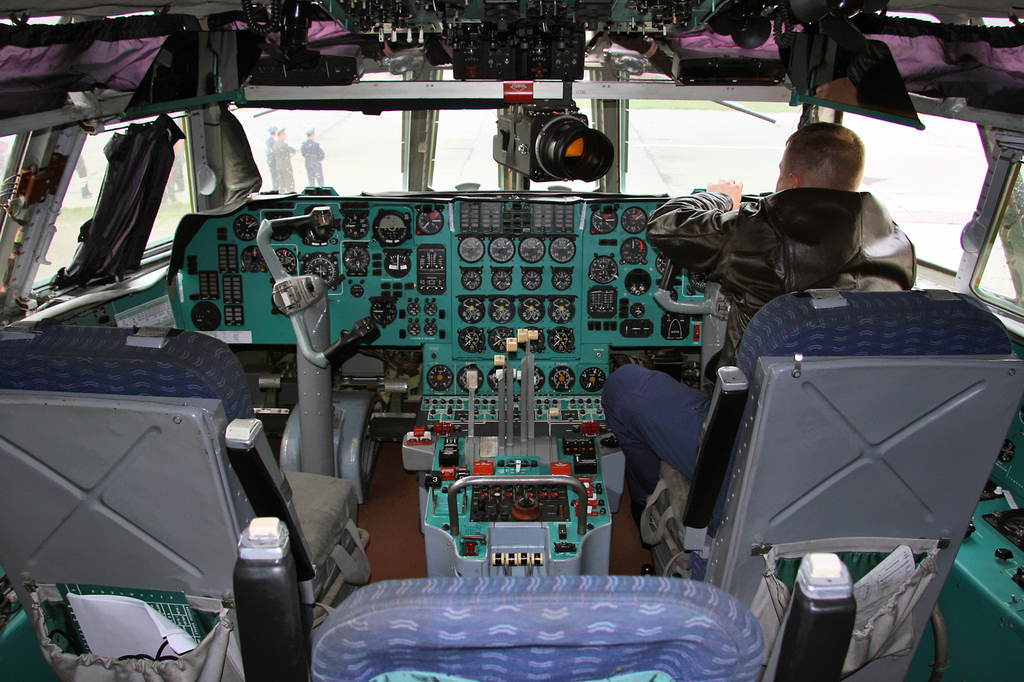
Kokpit Il-78

### Technické údaje
- Osádka: 6
- Kapacita: 85 720 kg paliva
- Délka: 46,59 m
- Rozpětí: 50,50 m
- Výška: 14,76 m
- Nosná plocha : 300,00 m²
- Hmotnost (prázdný): 72 000 kg
- Maximální vzletová hmotnost: 210 000 kg
- Objem přečerpaného paliva: do 1361 kg/min
- Pohonná jednotka: 4 × dvouproudový motor Solovjov D-30, každý o tahu 118 kN

### Výkony
- Maximální rychlost: 850 km/h
- Dolet: 7 300 km
- Dostup: 12 000 m
- Poměr tah/hmotnost: 0,23